# Ктинка
Кти́нка (Ктиня́нка) — река в России, протекает в Лядской волости Плюсского района Псковской области. Местное население называет — Ктиня́нка (название Ктинка не используется в обиходе).

## География и гидрология
Вытекает из Ктинского озера на высоте 47,9 м (в которое, в свою очередь, впадает река Озванка), впадает в реку Яня на высоте 41,2 м по левому берегу в 15 км от устья. Длина реки составляет 4,8 км, средняя ширина русла около 5 м.

### Верхнее течение
От истока и на протяжении 1/3 своей длины протекает по небольшой заболоченной пойме, здесь от основного русла реки отходят несколько рукавов, большинство из них в межень пересыхают. На этом участке реку пересекает дорога дер. Гнездилова Гора — дер. Алёксино по железобетонному мосту.

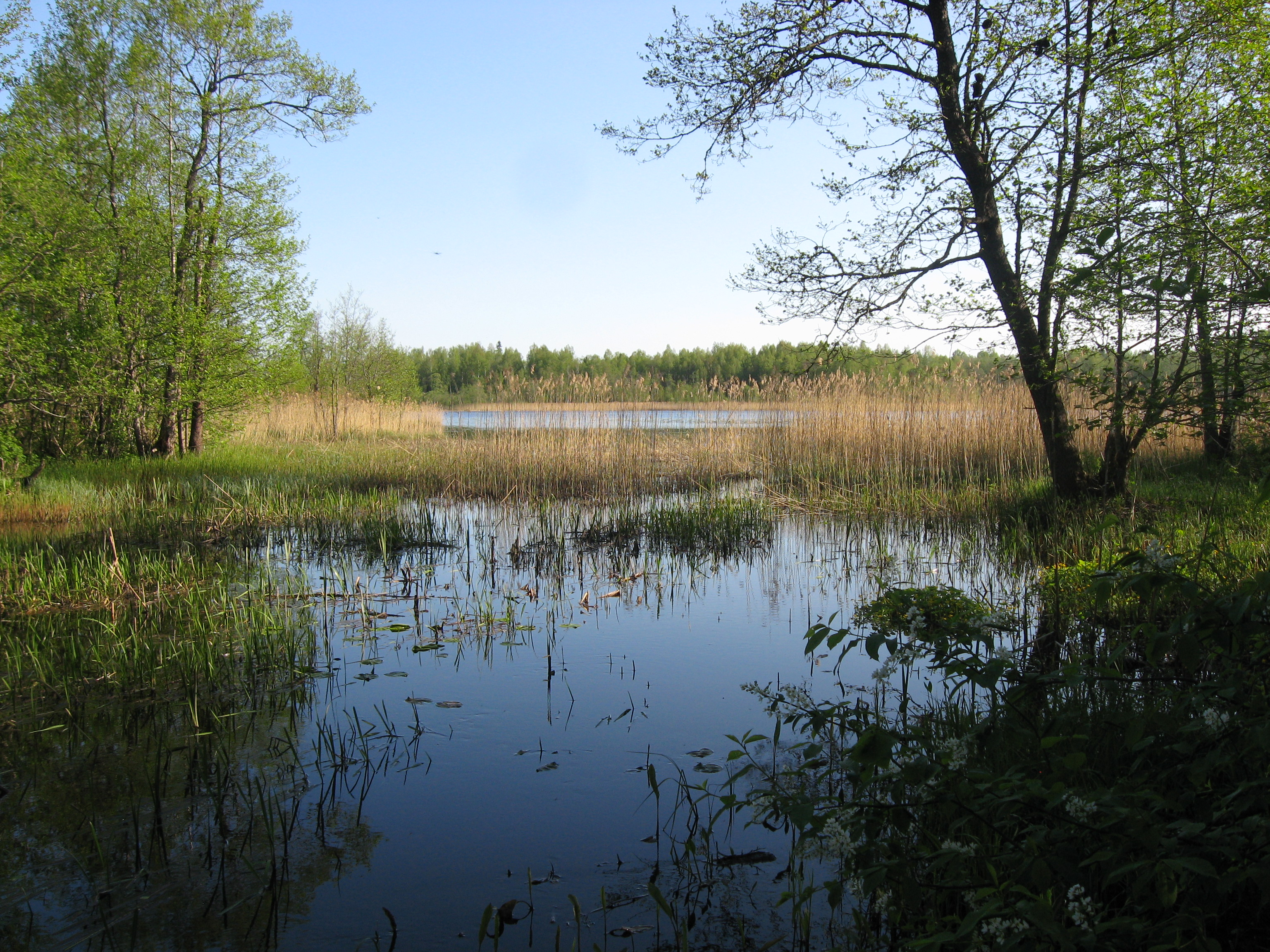
Исток р. Ктинянки из Ктинского озера.
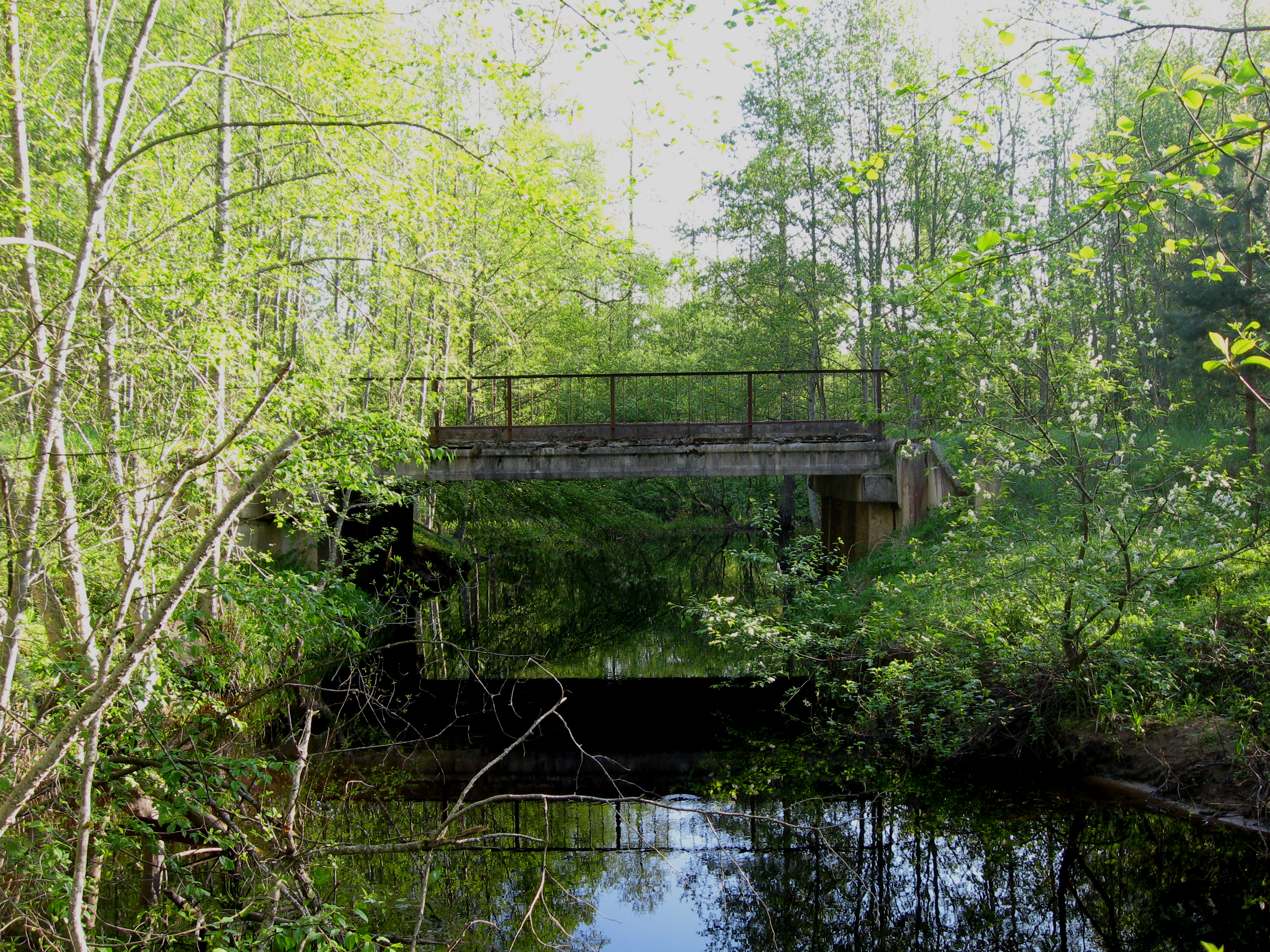
Мост через р. Ктинянку по дороге Алёксино-Ктины-Гнездилова Гора.
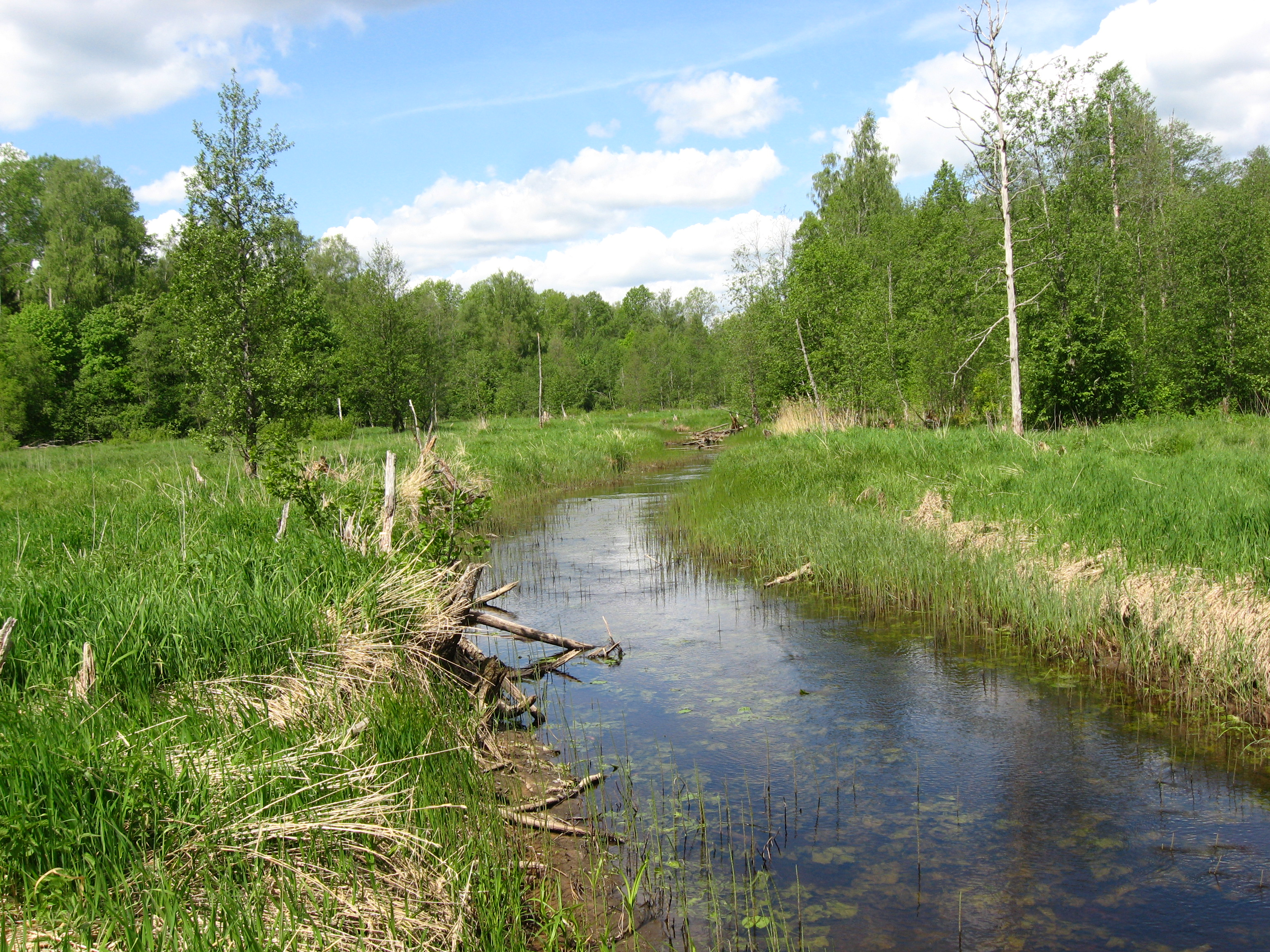
Ктинянка в верхнем течении.
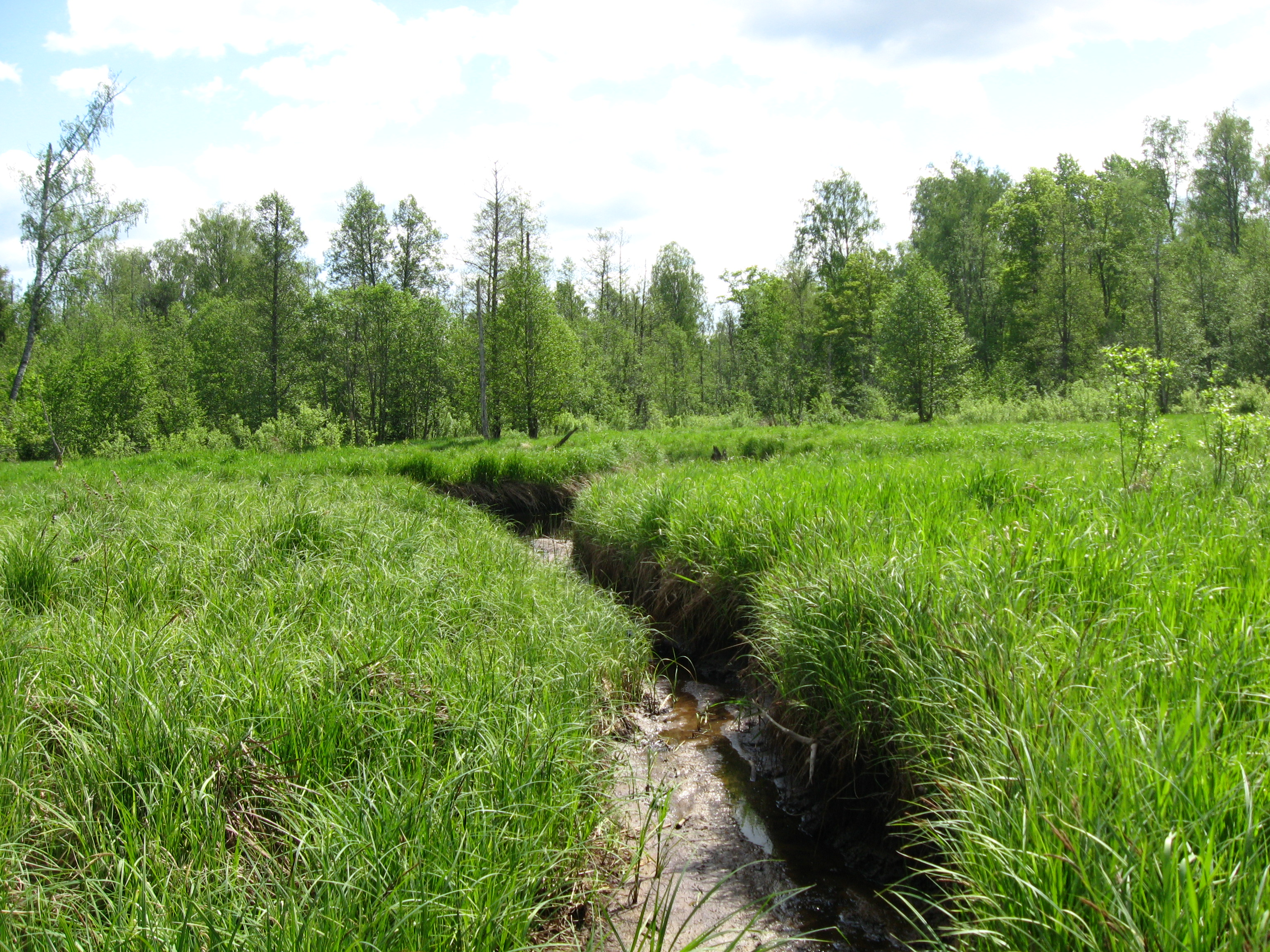
Один из рукавов Ктинянки.

### Среднее течение
После пересечения с ЛЭП Ктины-Б. Болота, до дер. Большие Болота (единственной деревни на реке) и по деревне берега несколько повышаются, в некоторых местах становятся обрывистыми. На этом участке слева впадают основные её притоки — река Воротня (самый полноводный приток), ручей Кондранин (народное название) и ручей Ворушкин (народное название, летом пересыхает), а по берегам и руслу встречаются родники.

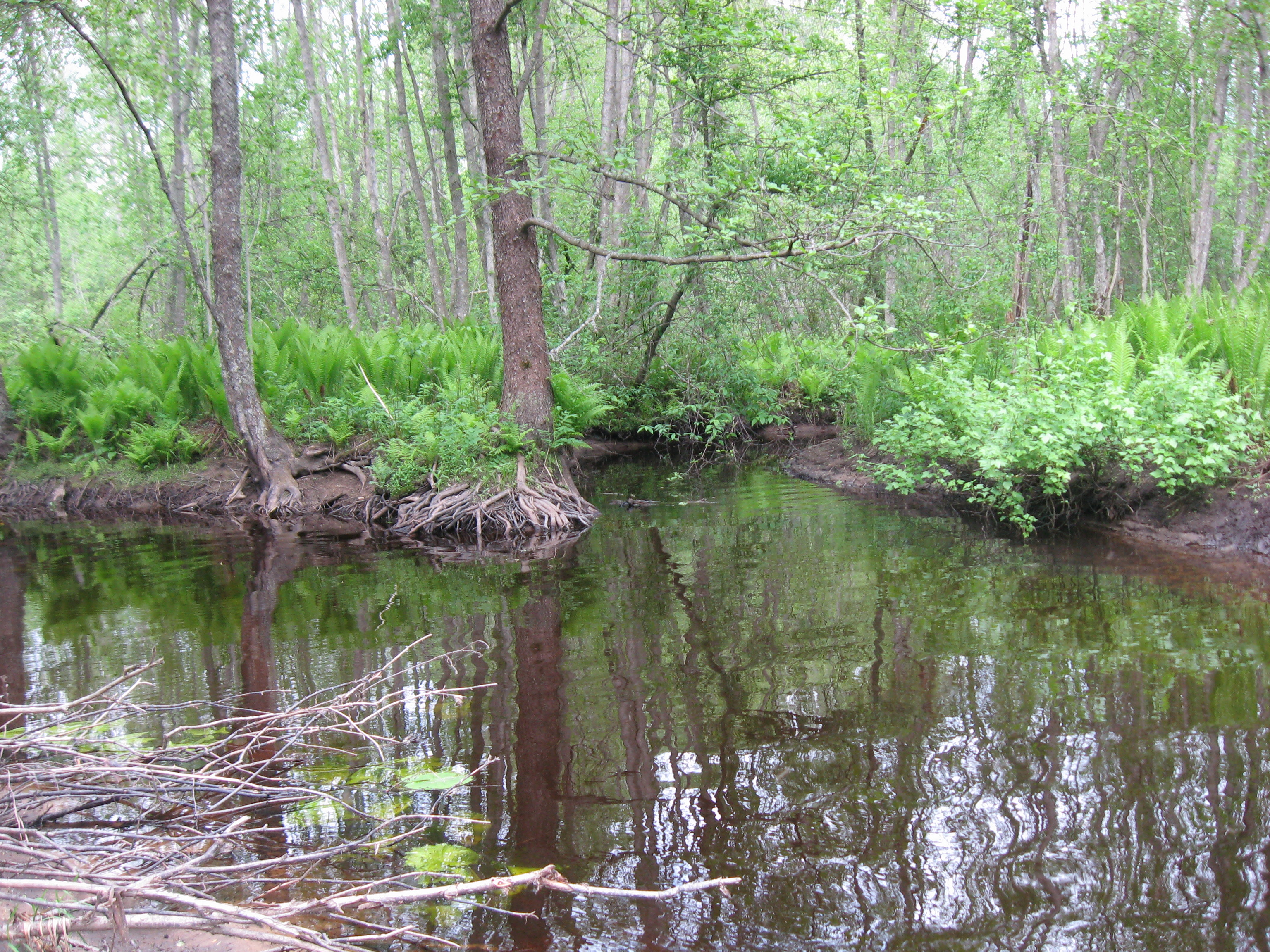
Место впадения самого крупного притока Ктинянки — р. Воротни.
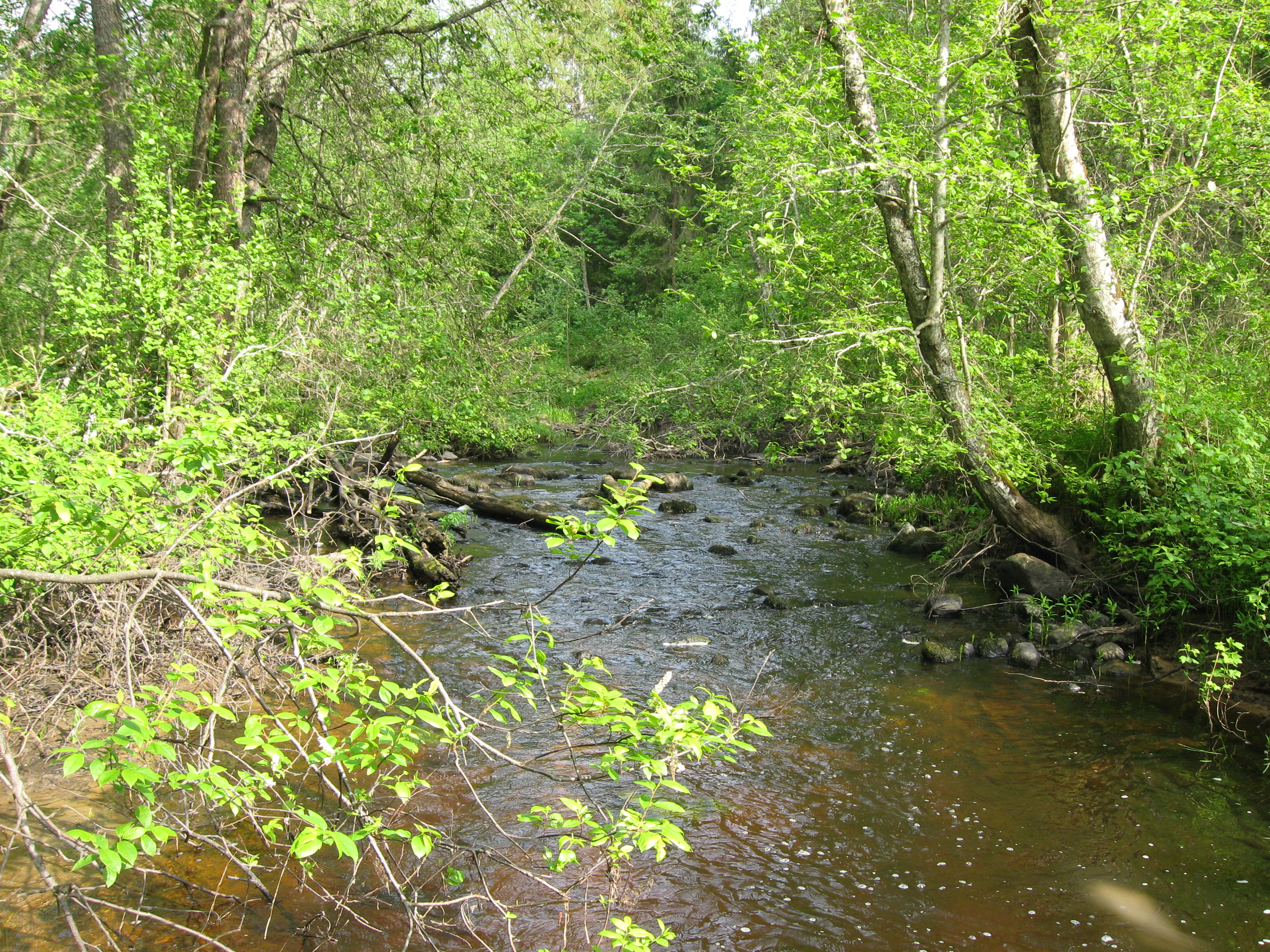
Ктинянка в среднем течении (ур. Старая Мельница).
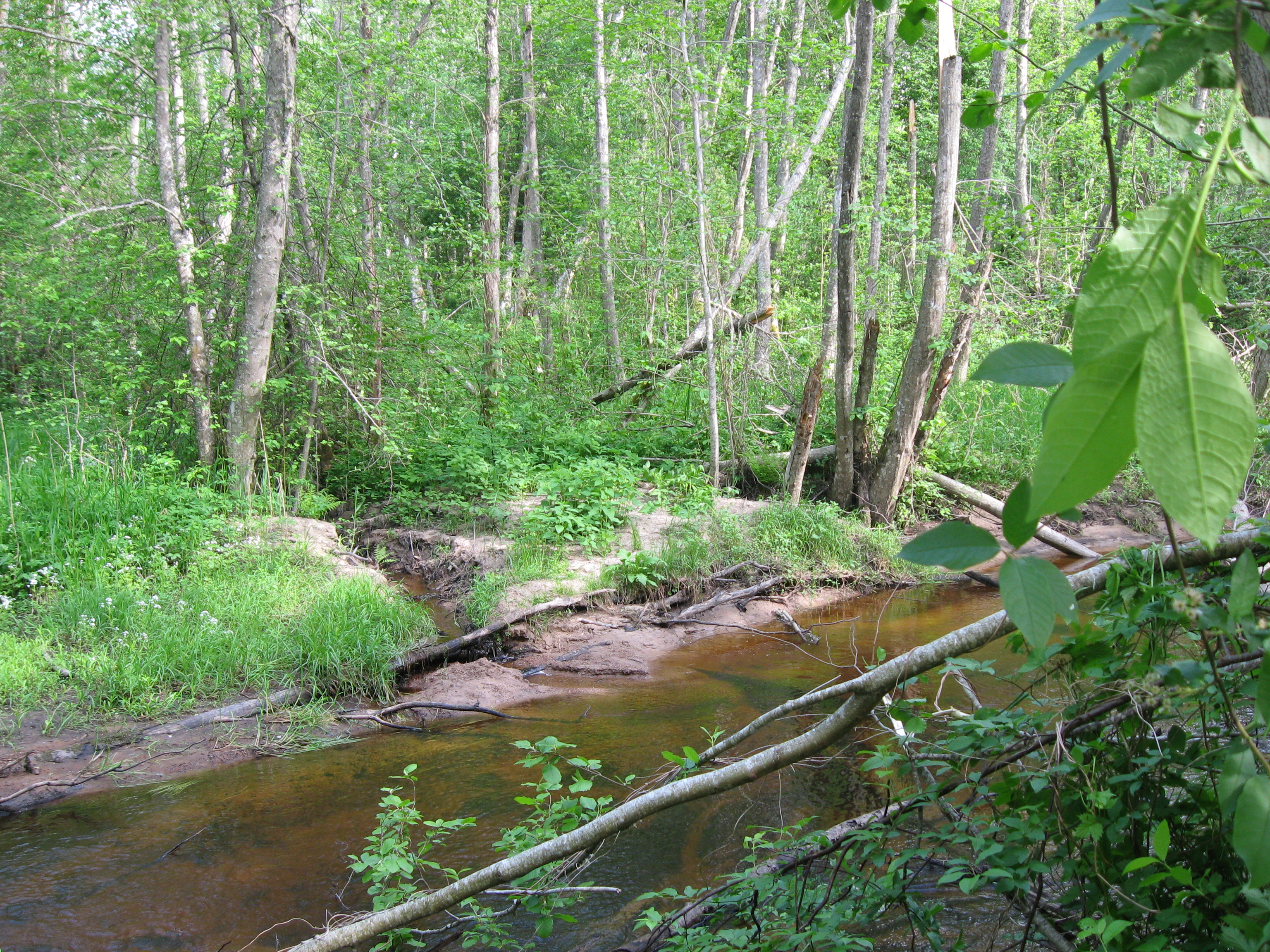
В р. Ктинянку впадает также несколько небольших ручьёв, самый крупный из них — руч. Кондранин.
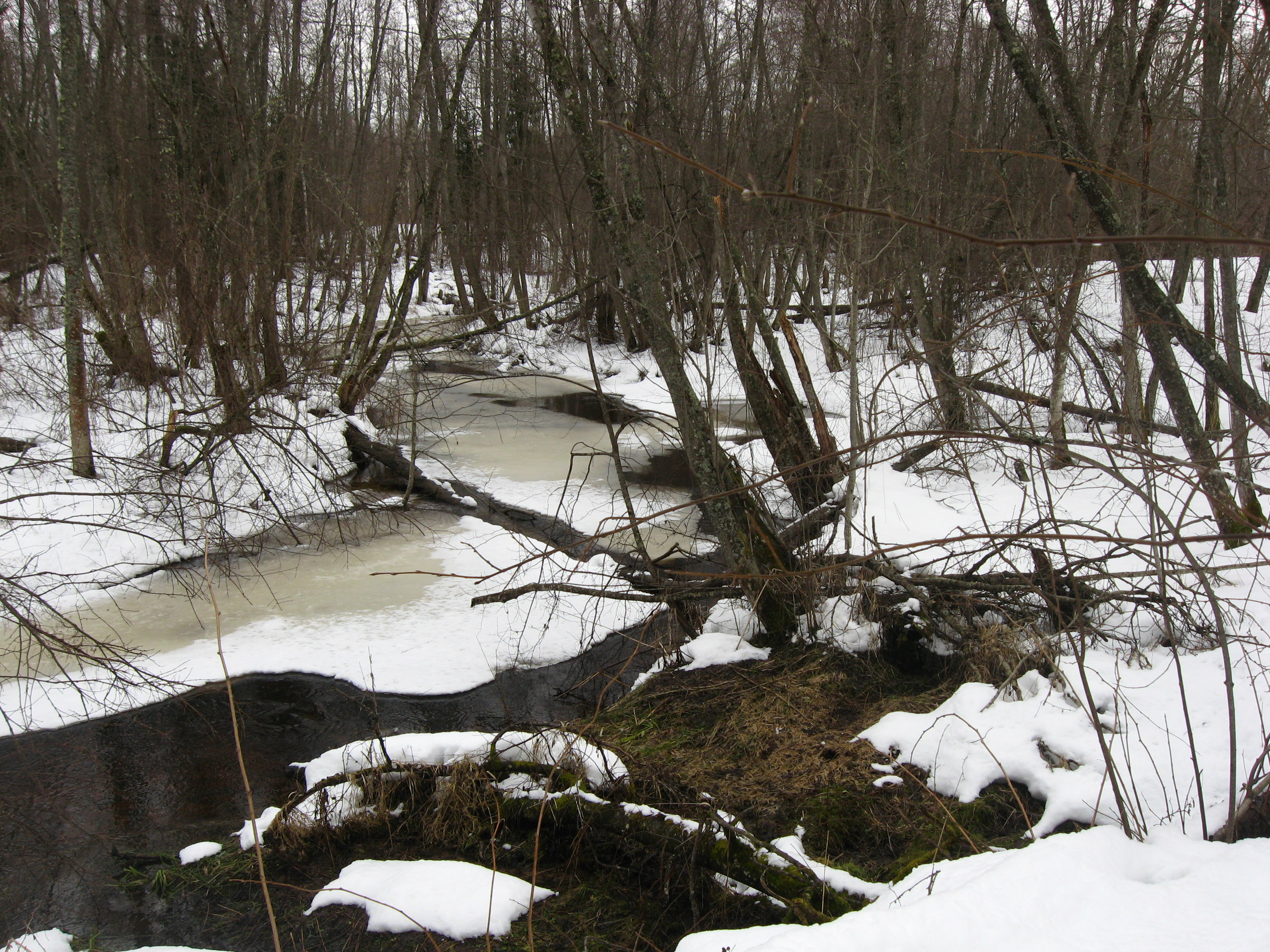
Ктинянка в начале весны.

### Нижнее течение
Ниже деревни Большие Болота, река Ктинянка протекает по обширной заболоченной пойме, заливаемой в весеннее половодье паводковыми водами, а ближе к устью — рекой Яней. Здесь в реку впадает старица Клочняк (народное название), после чего Ктинянка течёт уже по бывшему янскому руслу, в настоящее время значительно обмелевшему.

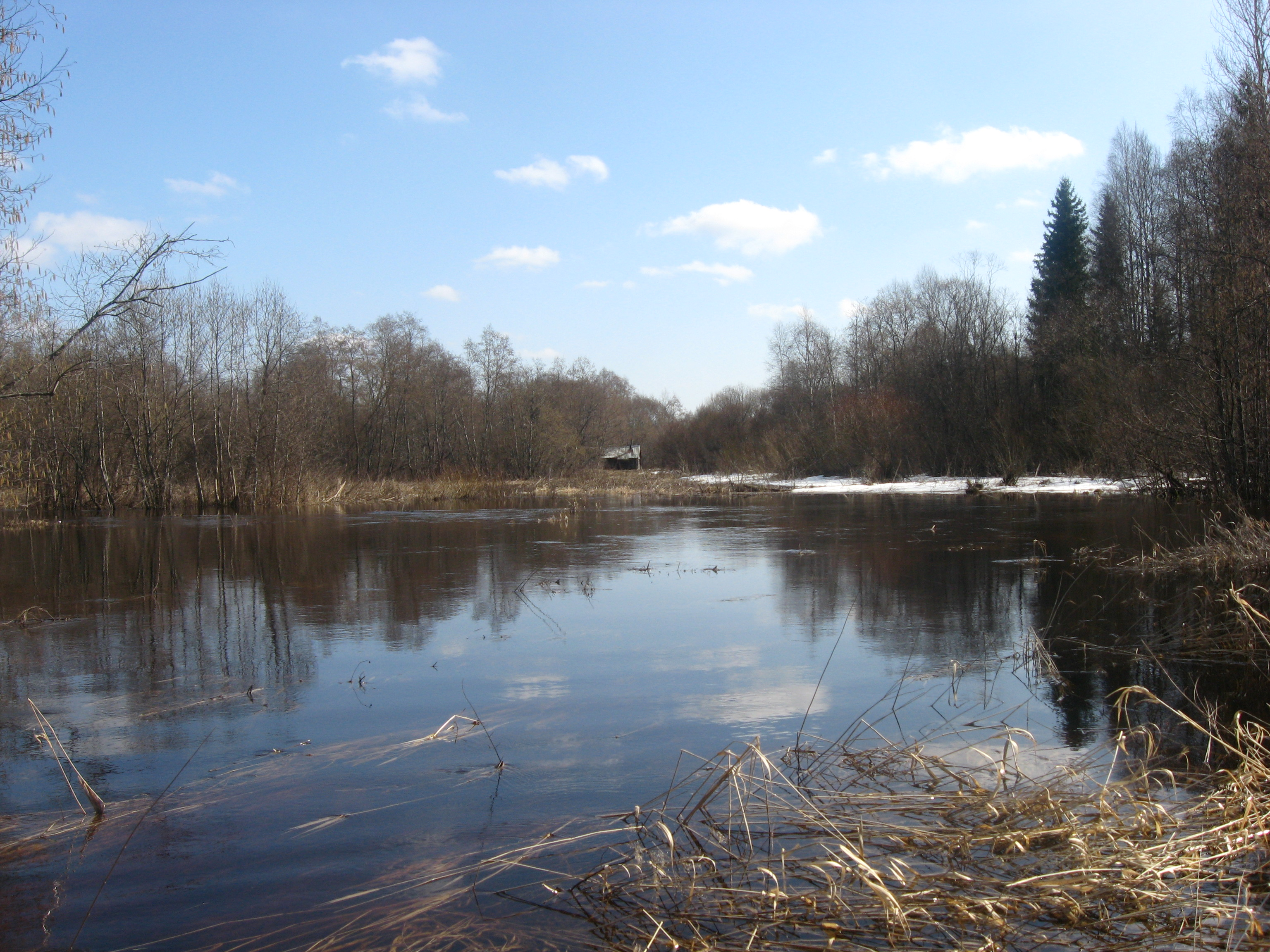
Река Ктинянка в весенний разлив ниже деревни Б. Болота.
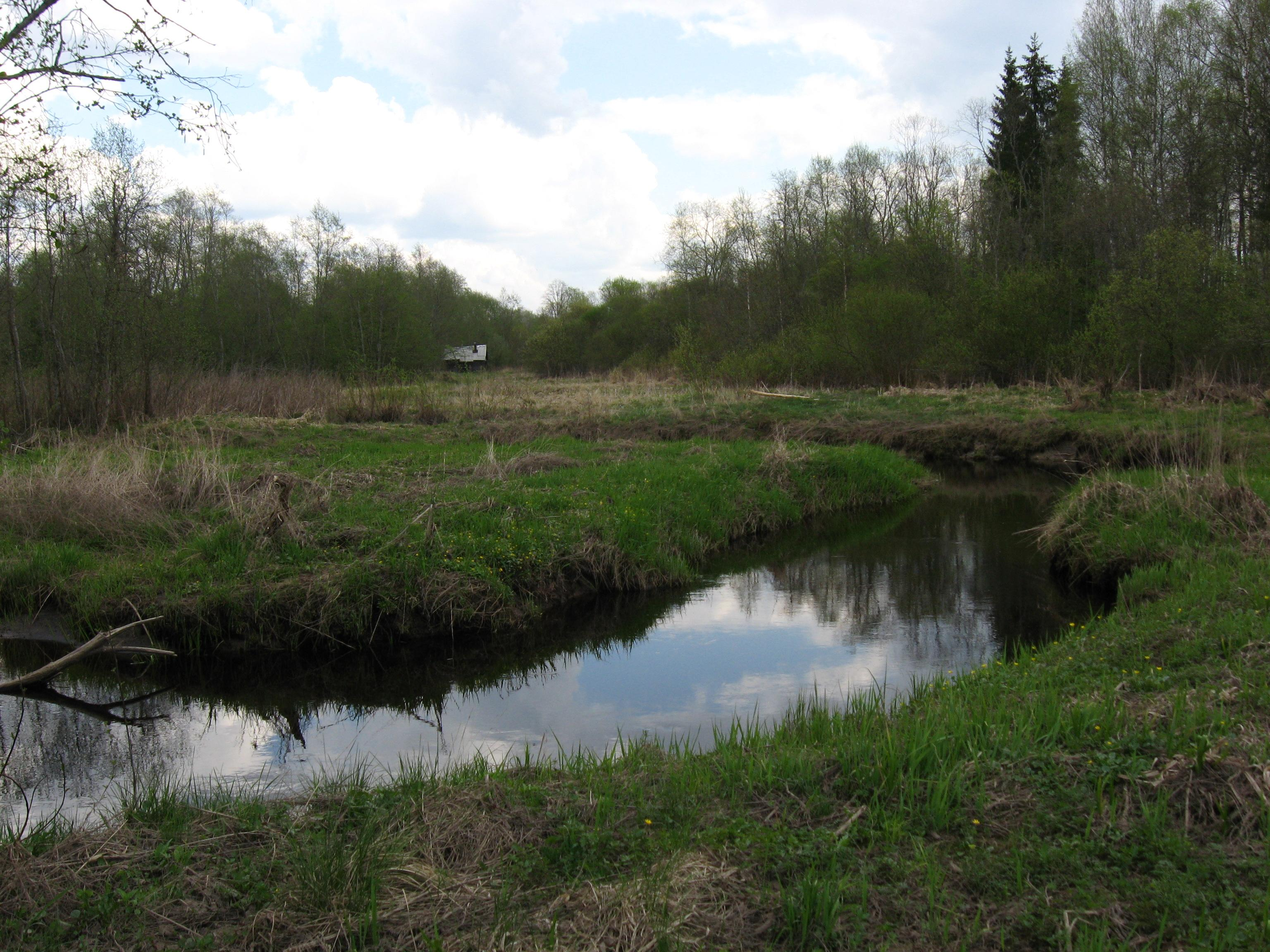
Это же место на реке Ктинянке по окончании весеннего разлива.
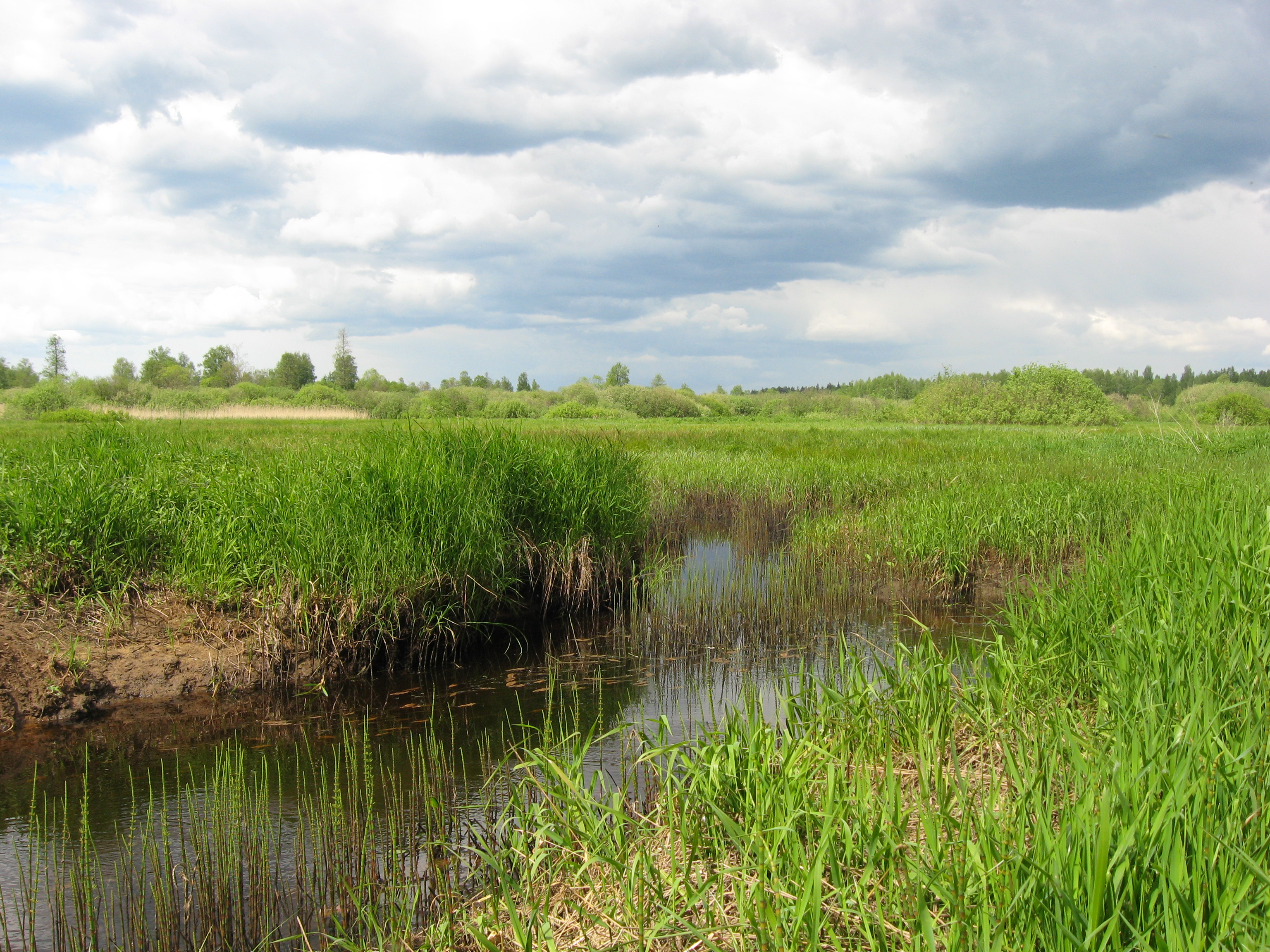
Место впадения в реку Ктинянку старицы Клочняк.
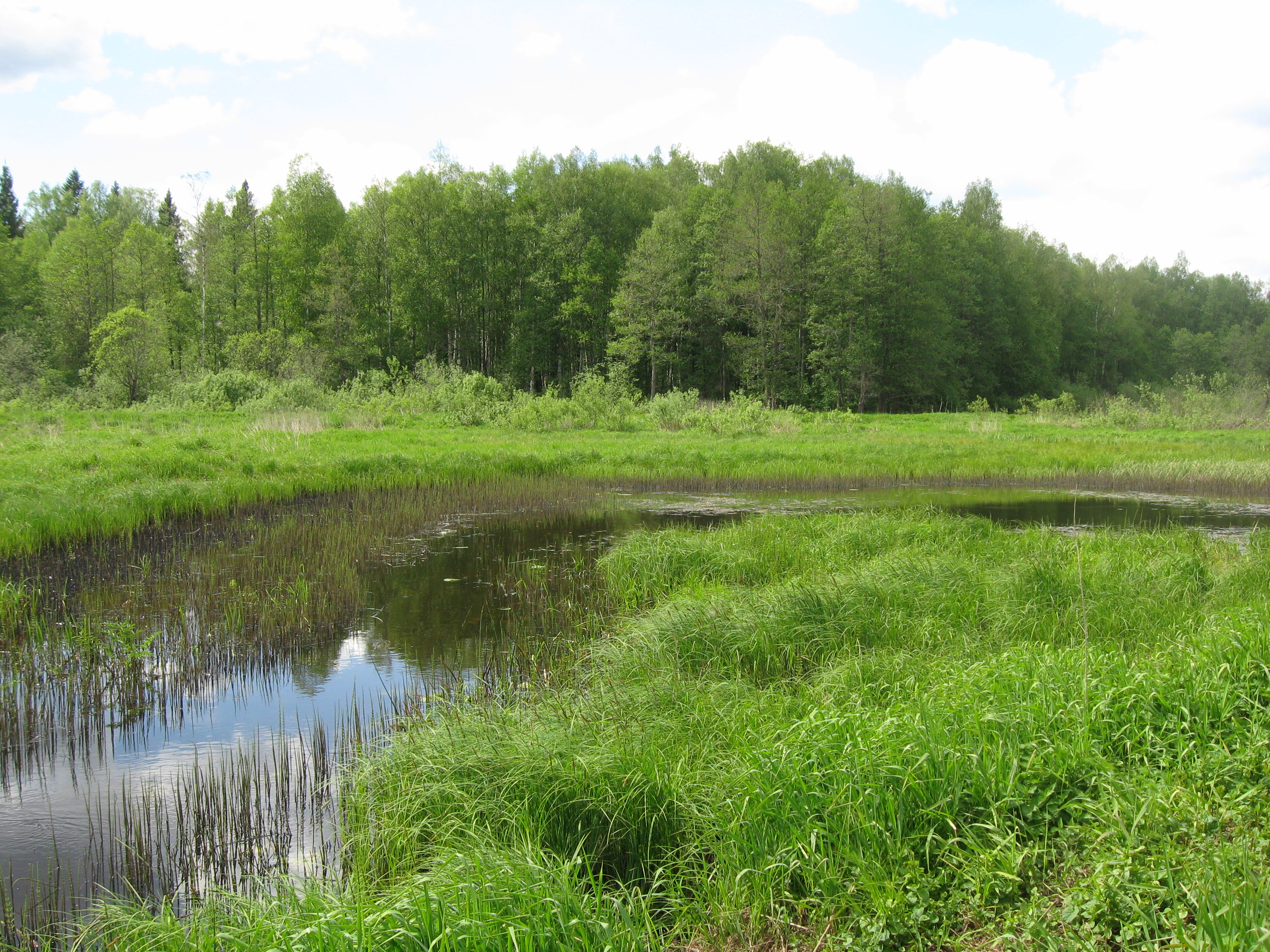
В урочище Язевой Вир река Ктинянка протекает по едва сохранившимся остаткам бывшего янского русла.
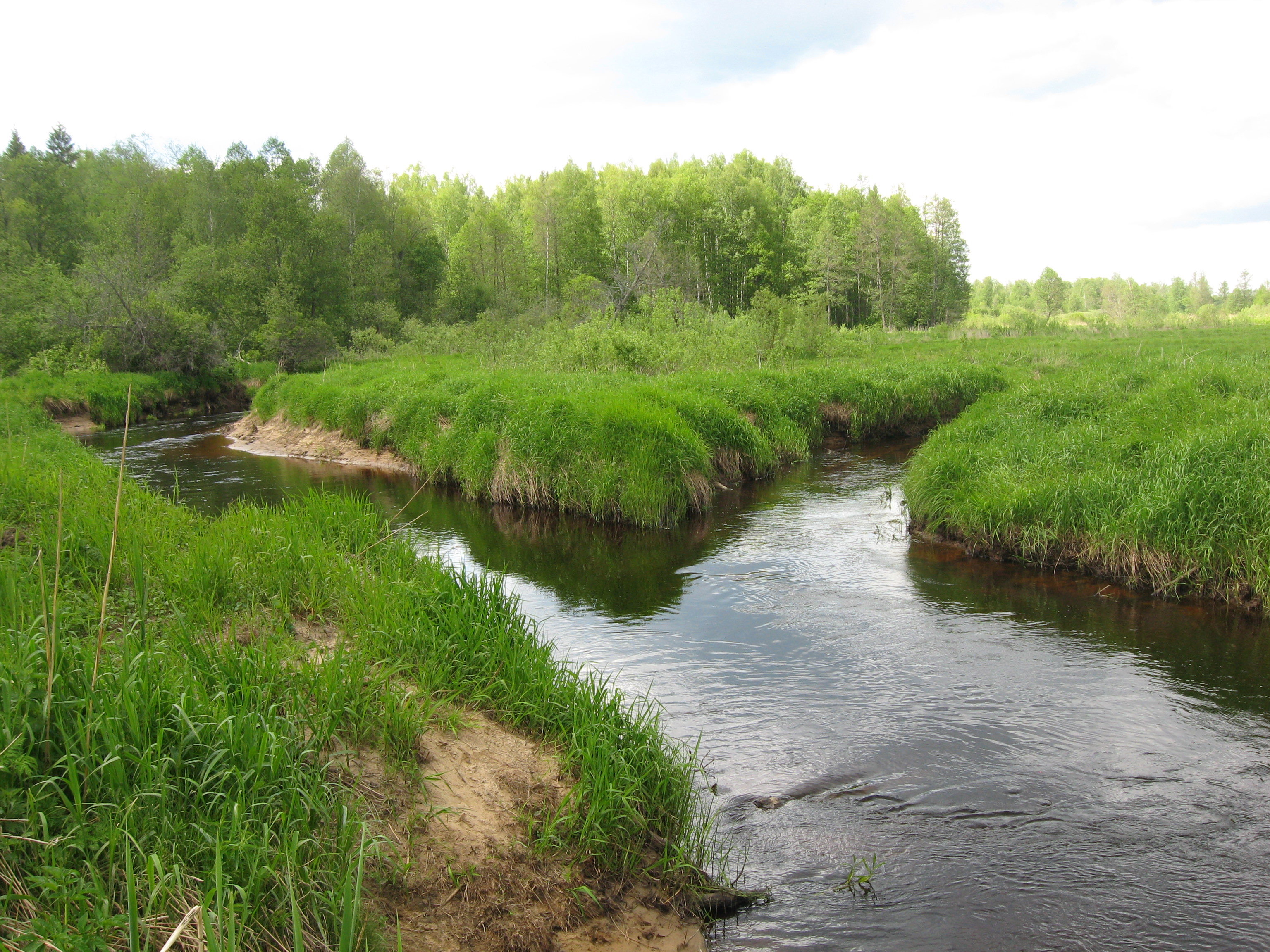
Место впадения реки Ктинянки в реку Яню.

## Флора и фауна

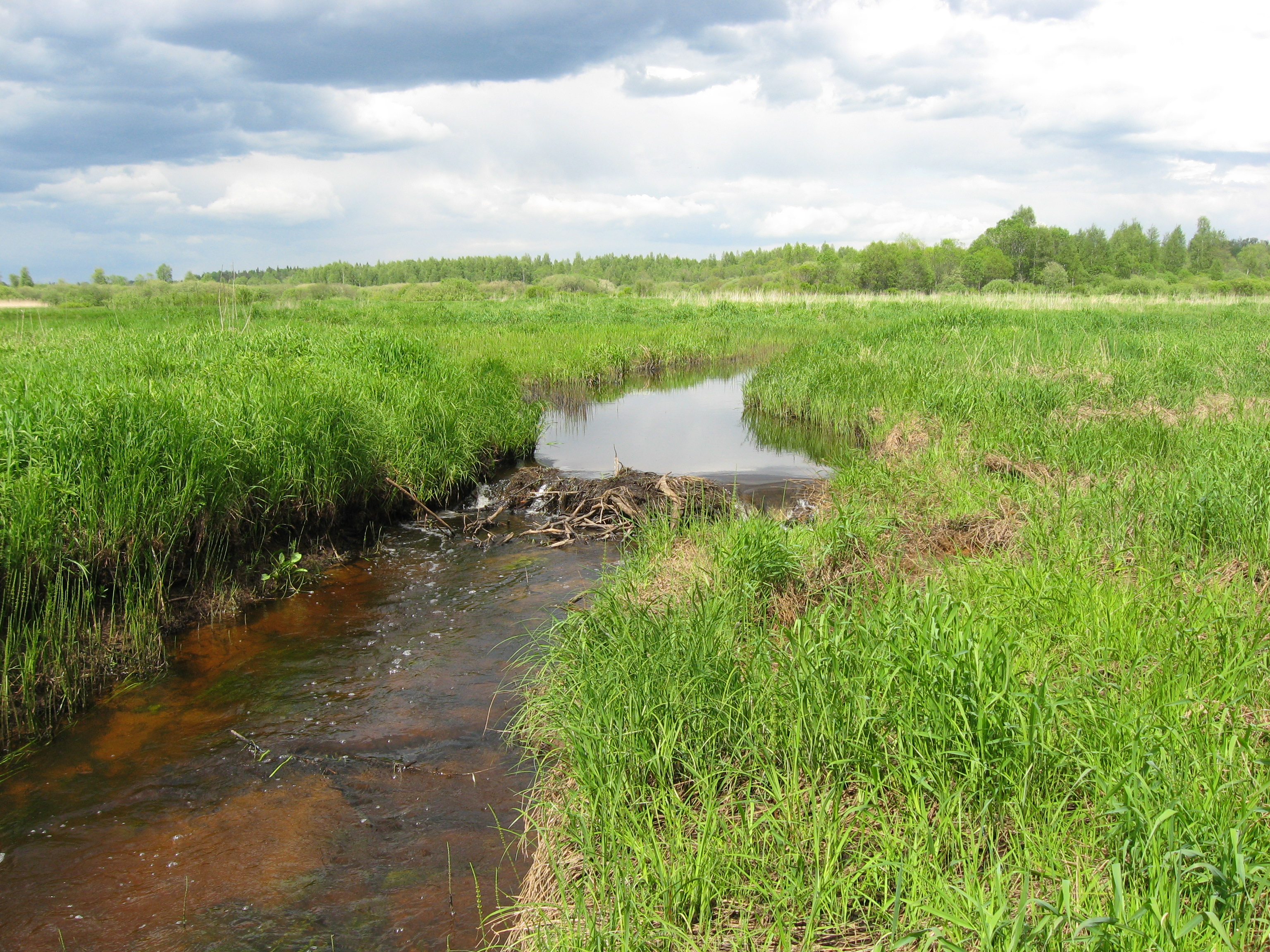
Бобровая плотина в низовьях реки Ктинянки.

В Ктинянке из рыб водятся: щиповка, окунь, щука, плотва, уклейка. Может встречаться налим, елец, пескоройка, язь и другие. До строительства Нарвской ГЭС в 1950—1956 годах, в Ктинянку заходил речной угорь.
Из речных животных — выдра и распространившийся к 1980-м годам бобёр (в Плюсском районе бобры выпускались для расселения на новой территории в 1960—1963 годах). С распространением бобров на Ктинянке и появлением на ней запруд со стоячей водой, связывают практически полное исчезновенние в ней речных раков.
Из водных растений — стрелолист, кубышка жёлтая, рдест, уруть.
Из деревьев и кустарников по берегам реки — ольха, черёмуха, ива, смородина.
На пойменных лугах — тростник, осока, лабазник (таволга), хвощ.

## Исторические сведения
Впервые упоминается в писцовой книге 1584 года, как река Воротная, впоследствии — Воротня.

«(Пус), что был починок Мелница на реки на Воротней: пашни в поле добрые земле перелогом четверть обжи, а в дву по тому ж.»
Во время проведения Генерального Межевания (после перебора различных названий: Воротня, Доротня, Рожня) — к 1790-му году закрепилось официальное название — Хтинка (по Хтинскому озеру и селу Хтины), а Воротней стали называть её приток. Местное население называло — Хтинянка. При этом изредка допускалось написание и с первой буквы «К». Окончательно через «К» — Ктинка (Ктинянка) стала именоваться в советское время (к 1936 году).
На реке в разные времена находились две водяные мельницы. Первая стояла в ур. Старая Мельница. О починке Мелница с двором Яшки Микулина упоминается ещё в писцовой книге 1571 года, но, как уже было упомянуто выше, к 1584 году этот починок опустел. В дальнейшем, водяная мельница в этих местах была построена при помещике Сергее Антонове сыне Березине к 1796 году, она же обозначена на карте 1834 года. При межевых работах в 1921 году, производимых для отвода земли совхозу «Ктины», на участке покоса № 5 под названием Старая Мельница никаких построек уже не было. Вторая была построена в деревне Жилые Болота (ныне — Большие Болота) в самом конце XIX века и принадлежала семье немецкого происхождения по фамилии Обрам. В советское время члены этой семьи были репрессированы и в 1935 году высланы из деревни. В конце 1940-х — начале 1950-х годов на месте мельницы планировалось построить малую ГЭС. В начале 1950-х годов мельница сгорела.
В 1920-х годах, после спрямления р. Яни канавой для нужд лесосплава, длина Ктинки (Ктинянки) увеличилась на 200 м за счёт старого янского русла.

## Данные водного реестра
По данным государственного водного реестра России относится к Балтийскому бассейновому округу, водохозяйственный участок реки — Нарва. Относится к речному бассейну реки Нарва (российская часть бассейна).
Код объекта в государственном водном реестре — 01030000412102000027144.